# Bartłomiej (Samaras)
Bartłomiej, imię świeckie Michail Samaras (ur. 1972) – duchowny prawosławnego Patriarchatu Konstantynopola, od 2016 wikariusz patriarchy Konstantynopola, z tytułem metropolity Smyrny.

## Życiorys
Chirotonię biskupią otrzymał 11 września 2016. Obecnie członek Świętego Synodu.